# نمبروتا کوباریانا
نمبروتا کوباریانا (نام علمی: Nembrotha kubaryana) یک گونه از لسیه‌های دریایی رنگارنگ است. این لیسه دریایی، یک شکم‌پای نرم‌تن دریایی است که در تیره Polyceridae قرار دارد. مترادف نام علمی این جانور  Nembrotha nigerrima می‌باشد.

## نگارخانه

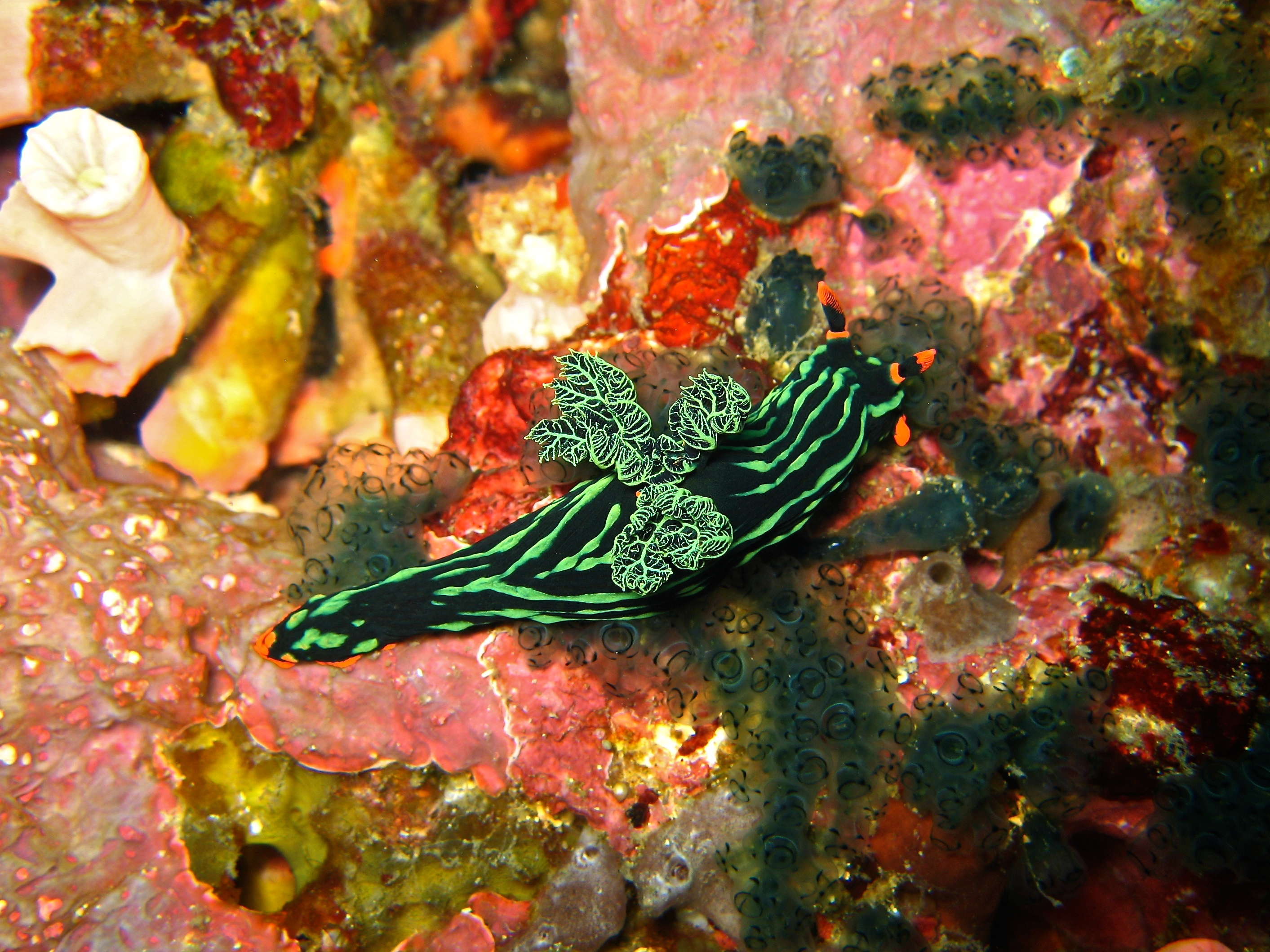
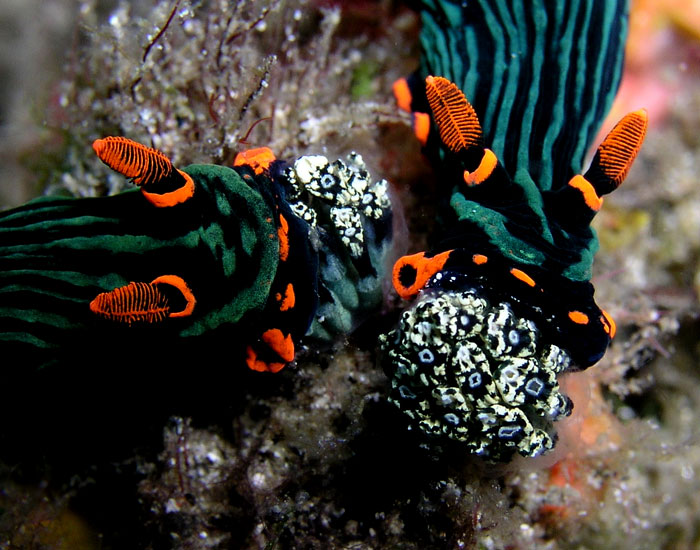
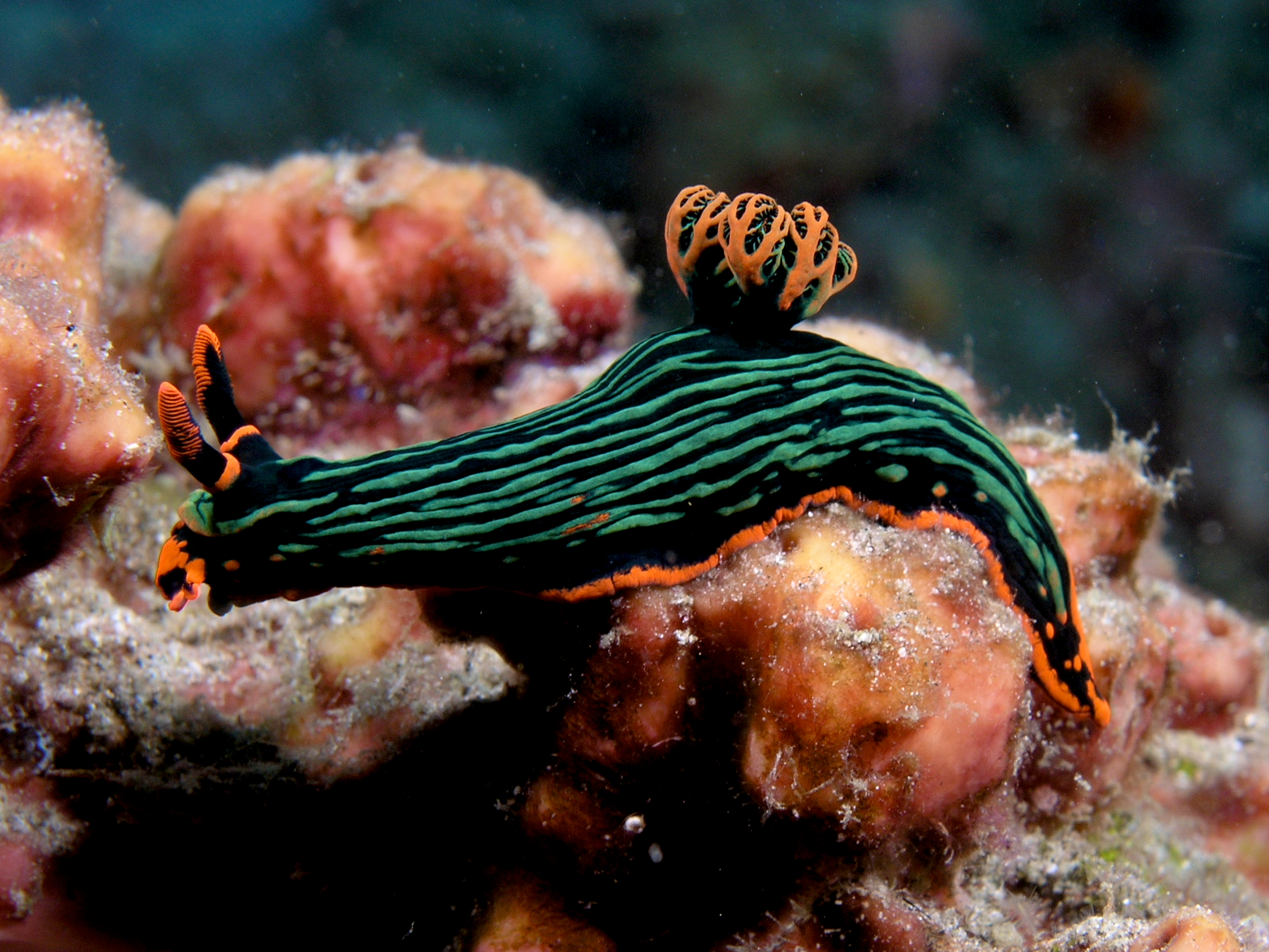
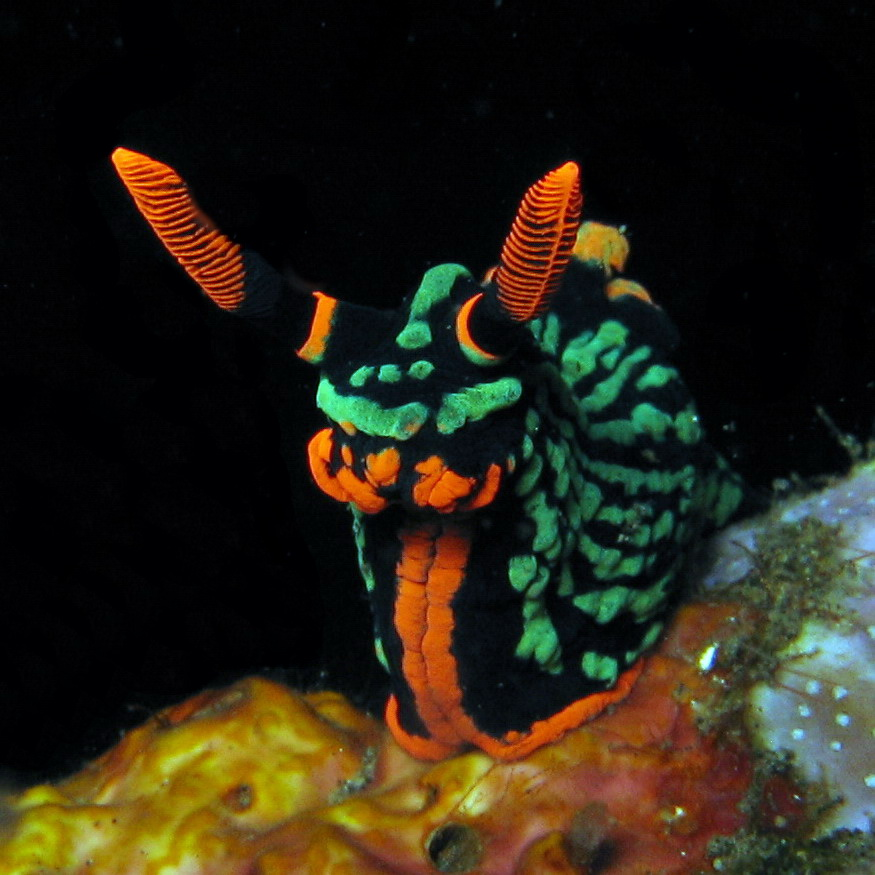